# Pristimantis lindae
Pristimantis lindae es una especie de anfibio anuro de la familia Craugastoridae.

## Distribución
Esta especie es endémica de la provincia de Paucartambo, en la región de Cusco, Perú. Habita en Santa Isabel a unos 1700 m de altitud en la cordillera de Paucartambo.

## Descripción
Las hembras miden 39.2 mm.

## Etimología
Esta especie lleva el nombre en honor a Linda Trueb.

## Publicación original
- Duellman, 1978 : New species of leptodactylid frogs of the genus Eleutherodactylus from the Cosnipata Valley, Peru. Proceedings of the Biological Society of Washington, vol. 91, n.º 2, p. 418-430[5]